# Shalīmjārān
Shalīmjārān (persiska: شلیم جاران) är en ort i Iran.   Den ligger i provinsen Västazarbaijan, i den nordvästra delen av landet, 600 km väster om huvudstaden Teheran. Shalīmjārān ligger 1 521 meter över havet och antalet invånare är 300.
Terrängen runt Shalīmjārān är huvudsakligen kuperad, men österut är den bergig. Runt Shalīmjārān är det ganska glesbefolkat, med 48 invånare per kvadratkilometer. Närmaste större samhälle är Piranshahr, 12,4 km väster om Shalīmjārān. Trakten runt Shalīmjārān består till största delen av jordbruksmark.